# Sphecodes dichrous
Sphecodes dichrous är en biart som beskrevs av Smith 1853. Sphecodes dichrous ingår i släktet blodbin, och familjen vägbin. Inga underarter finns listade i Catalogue of Life.